# Dinámica de incendios
La dinámica de incendios es el estudio de los diversos factores que influyen en el desarrollo y comportamiento de un incendio.
La NFPA en su glosario la define como "el estudio detallado de como la química, la ciencia del fuego y la ingeniería de la mecánica de fluidos y de la transferencia de calor interactúan para influenciar el comportamiento del fuego".

## Historia
El término dinámica de incendios comenzó a ser común en los ámbitos relacionados con el fuego en la pasada década donde no se contemplaba como asignatura en los programas académicos de ingeniería de protección contra incendios. Sin embargo, la ciencia del fuego ha crecido y las descripciones matemáticas de este fenómeno se han ido incorporando. En 1978, el Instituto Politécnico de Worcester (WPI) desarrolló un currículum para su máster en Ciencias en la Ingeniería de Protección Contra Incendios, en el que incorporaron un curso denominado Dinámica de Incendios para satisfacer la necesidad de enseñar a los estudiantes la física del fuego. En aquel momento no existían libros de texto de ingeniería sobre el tema, por lo que la WPI invitó al Profesor de Física Dougal Drysdale del Departamento de Seguridad Contra Incendios de la Universidad de Edimburgo a desarrollar el curso. El libro resultante de esta colaboración, An Introduction to Fire Dynamics, es el referente en el ámbito de la ingeniería de protección contra incendios. Actualmente el término dinámica de incendios es parte integrante del lenguaje del fuego y de la protección contra incendios. Aunque es un término reciente y aceptado universalmente, actualmente no está claro quién lo acuñó.